# دهنه (تاجیکستان)
دهنه (تاجیکستان) (به لاتین: Dakhana) یک منطقهٔ مسکونی در تاجیکستان است که در ولایت سغد واقع شده‌است.